# Лихтенбург (концентрационный лагерь)
Лихтенбург (нем. KZ Lichtenburg) — концентрационный лагерь в Германии, в земле Саксония-Анхальт, в 11 км от Преттина. Просуществовал с 1933 по 1939 годы.

## История
С приходом нацистов к власти в Германии в 1933 году в бывшем монастыре антонианцев, построенном в XVI веке был создан один из первых в Германии концентрационных лагерей. Ранее с 1816 по 1928 годы в этом здании располагалась колония строгого режима, которая была ликвидирована в связи с ветхостью сооружений. В июне 1933 года в лагерь прибыли первые заключённые: коммунисты, цыгане, бродяги и гомосексуалы. Лагерь вначале был рассчитан на 1000 человек, но в дальнейшем их численность достигла 2000. В 1934 году после «Ночи длинных ножей» в лагерь привезли 60 сторонников Рёма. В лагере применялись жестокие методы обращения с заключёнными, избиения, массовые наказания, карцер. Многие из методов, применённых в Лихтенбурге, были использованы в других концлагерях.
В 1937 году узников концлагеря перевели в более крупные концлагеря созданные в Третьем рейхе: Дахау, Бухенвальд, Заксенхаузен. Сам лагерь с декабря 1937 года стал использоваться для содержания женщин: лесбиянок, сектанток и из антисоциальных слоёв.
В мае 1939 года концлагерь был закрыт окончательно. В здании размещался пехотный батальон дивизии «Тотенкопф», охранявший склад войск СС. Также лагерь до конца войны использовался Центральной Инспекцией концентрационных лагерей. Её обслуживали 65 заключённых.
По данным выписок из медицинских карт в лагере умерло 150 женщин-заключённых.
В 1990-х годах власти земли Саксония-Анхальт планировали передать лагерь в частную собственность, но под давлением общественности отказались от этого намерения и создали там «Место народной памяти и скорби».

## Известные заключённые
В лагере в разные годы содержались в качестве заключённых:
- Бенарио-Престес, Ольга[2]
- Лангхофф, Вольфганг[3]
- Эберт, Фридрих (младший)[4]
- Лёйшнер, Вильгельм
- Нойбауэр, Теодор
- Карло Мирендорф
- Ганс Лорбер[нем.]
- Лотти Хубер[нем.]
- Вальтер Штеккер